# Erasmo Marotta
Erasmo Marotta (Randazzo, 1576 – Palermo, 6 ottobre 1641) è stato un compositore italiano.
Nato a Randazzo nel 1576, fu avviato sin da bambino agli studi musicali. nel 1610 entrò nella Compagnia di Gesù divenendo, nel 1612, Rettore del Collegio dei Gesuiti di Messina. In quello stesso anno musicò ciò per cui maggiormente oggi lo si ricorda: l'Aminta su versi di Torquato Tasso. Nel 1618, compose a Palermo, su richiesta del Viceré di Sicilia Francesco Castro, una tragedia dal titolo San Belagio Martire. Del 1635 è invece il Pianto della Maddalena. Ha pubblicato inoltre vari libri di mottetti e di madrigali (il suo primo libro dei madrigali fu pubblicato a Venezia nel 1600), ma molti dei suoi lavori sono andati perduti.
Erasmo Marotta è ritenuto da Ludovico Muratori l'inventore del dramma musicale pastorale.